# Walter Hernández
Walter Hernández (* im 20. Jahrhundert) ist ein ehemaliger uruguayischer Fußballspieler.

## Karriere
Hernández spielte auf Vereinsebene mindestens in den Jahren 1957, 1958 und 1960 für den Club Atlético Defensor, dem er sich 1957 nach einem Wechsel vom Danubio FC angeschlossen hatte. In der Saison 1957 wurde er Torschützenkönig der Primera División, indem er 16 der 41 Saisontreffer seiner Mannschaft erzielte. Zudem gewann sein Team das jenem Jahr zugehörige Torneo Cuadrangular, das allerdings erst im Januar 1958 ausgetragen wurde. 1960 siegte er mit Defensor bei der Erstaustragung der Copa Artigas.

## Erfolge
- Torschützenkönig der Primera División: 1957
- Torneo Cuadrangular: 1957
- Copa Artigas: 1960